# Latmikaik Corona
La Latmikaik Corona è una struttura geologica della superficie di Venere.